# Zatoka Akademii
Zatoka Akademii (ros. Залив Академии, zaliw Akadiemii) – zatoka Morza Ochockiego, położona u wybrzeży Kraju Chabarowskiego, we wschodniej Rosji. Ma 110 km długości, 61 km szerokości (u wejścia) i od 20 do 45 m głębokości. Brzegi zatoki są skaliste, a dno jest pokryte żwirem lub (miejscowo) piaskiem. Zimą zatoka zamarza. W pobliżu wybrzeża, zatoka dzieli się na trzy mniejsze zatoki: Zatokę Konstantyna, Zatokę Ulbańską i Zatokę Mikołaja. Zatoka została nazwana na cześć Petersburskiej Akademii Nauk przez rosyjskiego podróżnika Alexandra von Middendorffa podczas ekspedycji w latach 1844-45.